# Maristella
Maristella o Maristella-Porto Conte è una frazione di circa 450 abitanti del comune di Alghero, dal cui centro dista 12 km. Si affaccia con un piccolo porto turistico sulla baia di Porto Conte e ne costituisce l'insediamento più popoloso.

## Storia
Nata negli anni cinquanta durante le bonifiche della Nurra legate alle riforme agrarie, e popolata anche da alcuni esuli giuliano-dalmati di lingua veneta e istriota, prende nome dalla chiesa della Beata Vergine di Stella Maris. 

## Monumenti e luoghi d'interesse

### Architetture religiose
- chiesa della Beata Vergine di Stella Maris

### Architetture militari
- Torre di Porto Conte

### Siti archeologici
A poca distanza, lungo la strada statale 127 bis che conduce a Fertilia, è situato il nuraghe Palmavera. 

### Aree naturali
Maristella si trova inoltre non lontano da diverse spiagge rinomate del territorio come la spiaggia delle Bombarde, del Lazzaretto e di Mugoni.

## Economia
Dalla borgata, conosciuta anche per i suoi vitigni, prende nome un vino da tavola prodotto dalla CA.SA.MA., il  Mari Stella.

## Sport

### Maristella Calcio
La squadra di calcio locale è il Maristella Calcio che attualmente milita nel campionato di seconda categoria regionale e che disputa le partite interne nel campo comunale in erbetta naturale che si trova al centro della borgata. I colori sociali del Maristella sono tradizionalmente il verde, il bianco e il blu. Al termine del campionato 2013/14 la squadra è giunta al 13º posto conquistando così la salvezza per il terzo anno consecutivo. 